# Вилюйская научно-исследовательская мерзлотная станция
Вилюйская научно-исследовательская мерзлотная станция (ВНИМС ИМЗ СО РАН) — научно-исследовательская лаборатория Института мерзлотоведения организованная в 1965 году в п. Чернышевский (Якутия) для наблюдением за геотеплофизическим состоянием криолитозоны в районе строительства Вилюйской ГЭС.

## Общие сведения
Станция занимается научными исследования по направлению — «Геофизика криолитозоны». К нему относится разработка и совершенствование геофизических методов изучения криолитозоны; изучение взаимодействия инженерных сооружений в процессе их строительства, эксплуатации и проведение ремонтно — восстановительных работ со средой; комплексные геокриологические исследования в районах интенсивного природопользования.

## История
Вилюйская научно — исследовательская мерзлотная станция Института мерзлотоведения Сибирского отделения Академии наук Российской Федерации организована в связи с необходимостью проведения геокриологических исследований в районах месторождений алмазов в Якутской АССР, а также геотеплофизических исследований в районе строительства Вилюйской ГЭС.
Инициаторы создания Вилюйской НИМС — директор Института мерзлотоведения П. И. Мельников и Объединённый ученый совет по геолого-минералогическим и географическим наукам СО АН СССР. Первым начальником ВНИМС стал Ростислав Михайлович Каменский.
Руководители станции
- Ростислав Михайлович Каменский (1965—1971);
- Борис Александрович Оловин (1972—1973);
- Анатолий Михайлович Снегирев (1973—2004);
- Сергей Александрович Великин (2004 — н.в.)

## Сотрудники станции
25 человек, в том числе 5 научных сотрудников (1 кандидат наук).
В разные годы на ВНИМС работали такие ученые как:
- к.т. н. Н. Ф. Кривоногова
- д.т. н. Б. А. Оловин
- к.т. н. В. И. Макаров
- к.т. н. М. С. Иванов
- к.т. н. В. Д. Бадалов
- к.г.-м.н. С. А. Бойков
- к.ф-м.н. О. А. Кучмин
- д.т. н. А. М. Снегирев